# Sarankhola

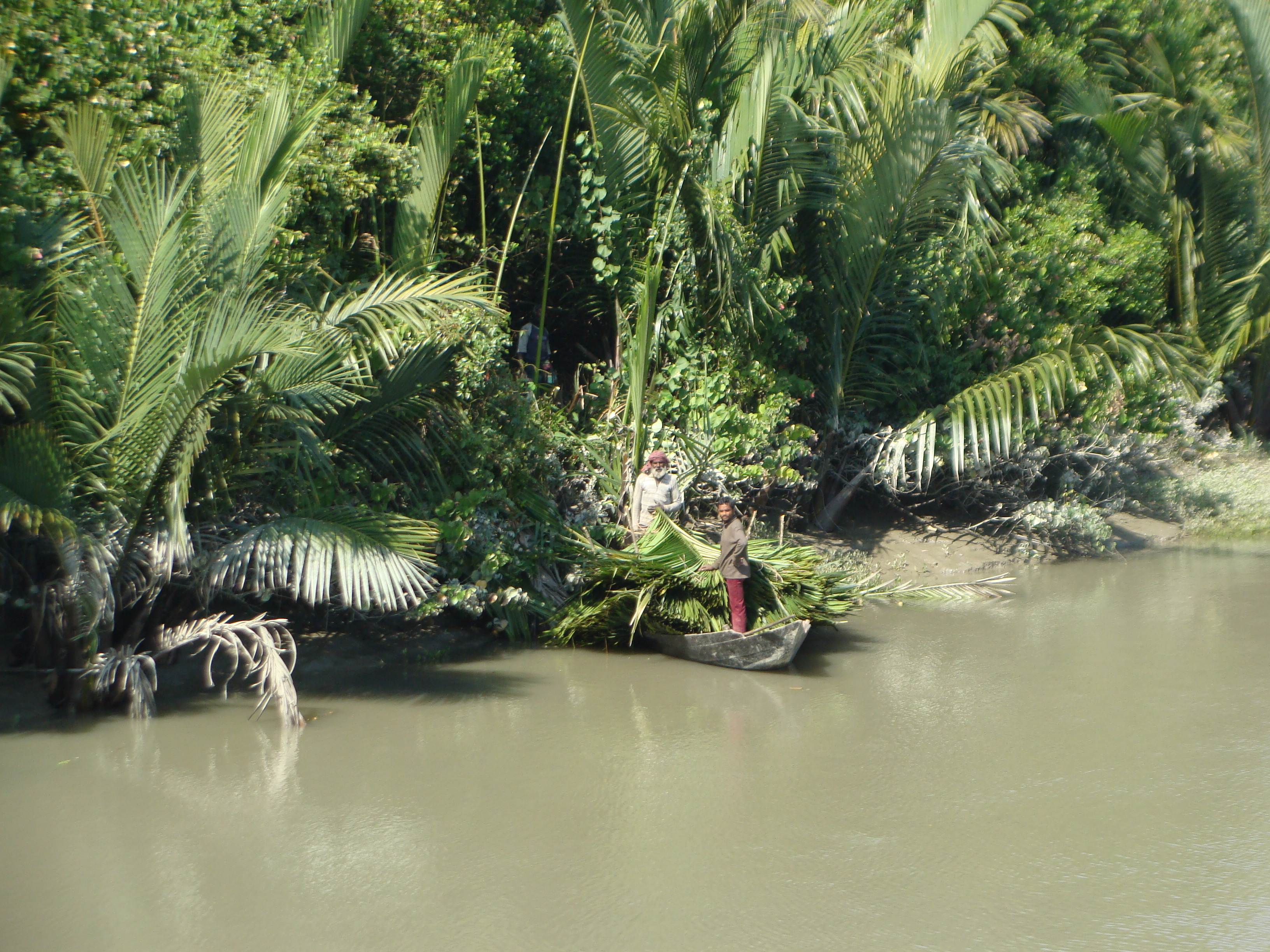
Cueillette de Nypa fruticans, Sarankhola

Sarankhola (en bengali : শরণখোলা) est une upazila du Bangladesh dans le district de Bagerhat. En 1991, on y dénombrait 107 856 habitants.